# Marcelo Aguirre
Eduardo Marcelo Aguirre Biscaldi (Victoria, Provincia de Entre Ríos, Argentina; 25 de agosto de 1983) es un futbolista argentino, juega como Centrocampista.

## Trayectoria
A sus 12 años y luego de hacer infantiles en el Club Sarmiento de Victoria pasó a jugar en las menores de Rosario Central, años después lo transfirieron al equipo profesional en el que estuvo 2 años, luego fue fichado por el club Oriente Petrolero en 2007 en el cual jugó hasta mediados de 2010, fue en ese club que le dieron mucho cariño al hacer goles y jugadas espectaculares, nuevamente fue fichado a Rosario Central hasta junio de 2011, ya en el club argentino las cosas no fueron muy bien, resultó que no tomaban en cuenta al jugador y en enero de 2011 firmó nuevamente con Oriente Petrolero a pedido de muchos hinchas y de la dirigencia. Aceptó nacionalizarse boliviano. Luego de que su contrato culminara con Oriente Petrolero sus pretensiones económicas son muy elevadas. Por ello se regresa a su país natal y a principios de julio firma un contrato con Douglas Haig. A mediados del 2013 firma por Universidad de Concepción. Tras un paso por Sarmiento de Victoria a principios de 2016, firmó en junio con Guabirá de Bolivia, club en el que se desempeña actualmente.

## Clubes
| Club                      | Etapa       | País      | Año         |
| ------------------------- | ----------- | --------- | ----------- |
| Rosario Central           | Cat. Sub-13 | Argentina | 1995 - 2005 |
| Rosario Central           | Profesional | Argentina | 2005 - 2007 |
| Oriente Petrolero         | Profesional | Bolivia   | 2007 - 2010 |
| Rosario Central           | Profesional | Argentina | 2010 - 2011 |
| Oriente Petrolero         | Profesional | Bolivia   | 2011 - 2012 |
| Douglas Haig              | Profesional | Argentina | 2012        |
| Universidad de Concepción | Profesional | Chile     | 2013 - 2015 |
| Guabirá                   | Profesional | Bolivia   | 2016 - 2019 |
| Aurora                    | Profesional | Bolivia   | 2020        |

## Palmarés

### Campeonatos nacionales
| Título                      | Club                      | País    | Año     |
| --------------------------- | ------------------------- | ------- | ------- |
| Torneo de Invierno          | Oriente Petrolero         | Bolivia | 2010    |
| Torneo Transición Primera B | Universidad de Concepción | Chile   | 2013    |
| Copa Chile                  | Universidad de Concepción | Chile   | 2014-15 |